# Heinrich Kramer
Heinrich Institoris OP (eigentlich Heinrich Kramer oder Krämer, latinisiert Henricus Institoris; * um 1430 in Schlettstadt, Elsass; † um 1505 in Kremsier, Mähren) war ein deutscher Dominikaner. Als Hauptautor des Hexenhammers und als Inquisitor war er einer der Wegbereiter der Hexenverfolgung der Frühen Neuzeit. Er wurde bekannt als Hexentheoretiker.

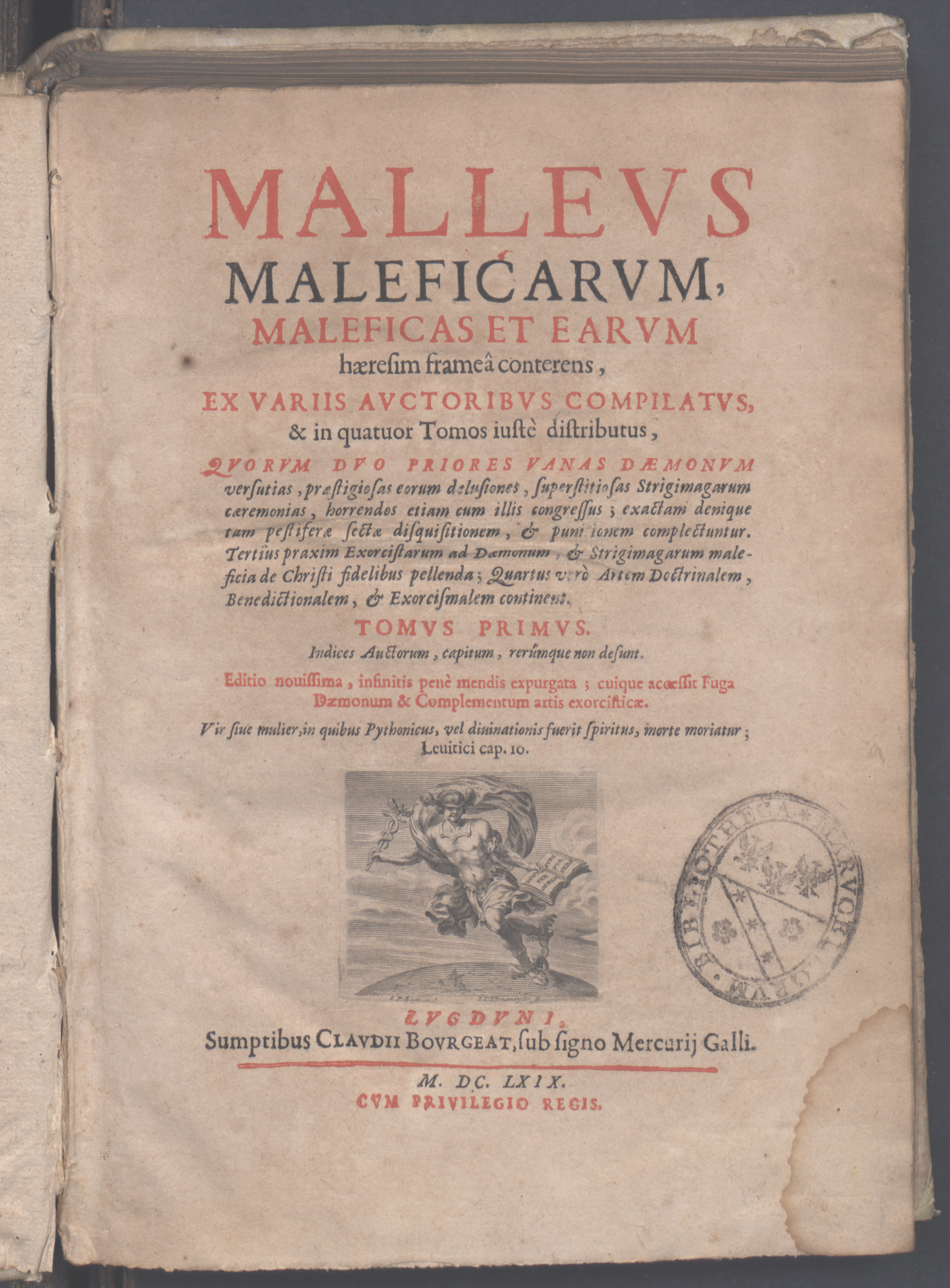
Malleus Maleficarum (Ausgabe von 1669)

## Name
Die übliche lateinische Namensform, etwa in vielen Bibliotheksverzeichnissen, lautet Institoris. Das entsprach einer damals geübten Praxis, den Genitiv des Nachnamens zu latinisieren. In den zeitgenössischen Quellen wurde Heinrich Kramer so zu Henricus Institoris latinisiert. Die Setzung des Nominativs Institor findet man erstmals in deutschsprachigen Quellen.

## Leben

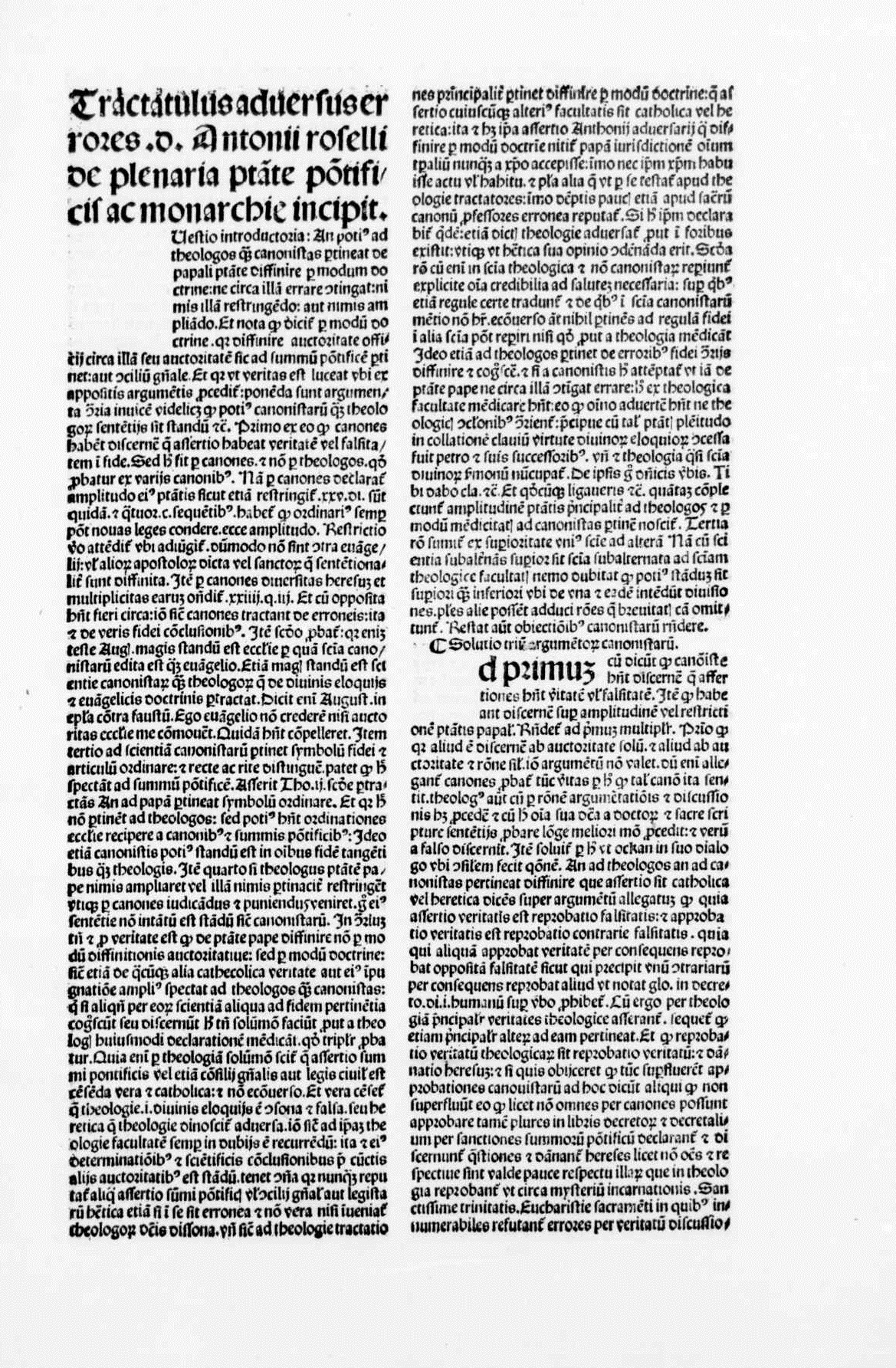
Opusculum in errores Monarchiae Antonii de Rosellis, 1499

Heinrich Kramer, der später seinen Namen latinisierte, stammte aus ärmlichen Verhältnissen. Er besuchte die Lateinschule Schlettstadt und absolvierte ein Grundstudium der Philosophie und trat um 1445 in seinem Geburtsort in den Orden der Dominikaner ein.
1474 wurde er zum Praedicator generalis des Dominikanerordens ernannt und 1479 in Rom zum Doctor theologiae promoviert. Auf sein eigenes Betreiben ernannte ihn Papst Sixtus IV. im selben Jahr zum Inquisitor in der Provinz Alemannia superior. Dieser Titel hatte allerdings zu dieser Zeit kaum praktische Bedeutung. Im selben Jahr wurde er zum Doktor der Theologie promoviert.

## Hexenprozesse
Nach einem Prozess gegen Juden in Trient, dem er beiwohnte, begann er seine Tätigkeit als Verfolger angeblicher Hexensekten. 1482 wurde er Prior des Dominikanerklosters in Schlettstadt. Bei einem ersten Hexenprozess in Ravensburg, zu dem er von dem dortigen Stadtrat angefordert wurde, brachte er zwei Frauen auf den Scheiterhaufen. Er entwarf den Text der Bulle Summis desiderantes affectibus (sog. Hexenbulle), die Papst Innozenz VIII. 1484 auf sein Betreiben herausgab.
Mit der Bulle veranlasste er zahlreiche Hexenprozesse, unter anderen einen in Innsbruck. Dort protestierten aber Vertreter aller sozialen Schichten gegen ihn, worauf Bischof Georg (II.) Golser eine Kommission einsetzte, die Kramers Arbeit untersuchte. Als die zu einem verheerenden Ergebnis kam, befahl der Bischof, die Verfolgung einzustellen, entließ die angeklagten Frauen und hob die Urteile der Inquisition auf. Kramer wurde aufgefordert, das Land zu verlassen.

### Das BuchHexenhammer
Gegen Dezember 1486 verfasste Kramer den Hexenhammer, welcher durch die aufkommende Buchdruckerkunst weite Verbreitung fand. Eine Forschungshypothese lautet, Kramer habe seinen Mitbruder Jakob Sprenger als Mitautor benannt, um dem Werk mehr Autorität zu verleihen. In Wirklichkeit sei Sprenger jedoch nicht beteiligt gewesen. Diese Hypothese ist in der neueren Forschung stark umstritten. Christopher Mackay brachte in seiner kritischen Edition des Hexenhammers eine Reihe von Argumenten für die Beteiligung Sprengers vor. Kramer sei zwar die treibende Kraft gewesen, doch Sprenger habe wohl das theoretische Material im ersten Teil des Werks beigesteuert.
Kramer fügte seinen Ausführungen die päpstliche Bulle Summis desiderantes affectibus und die gefälschte Approbation mehrerer Kölner theologischer Professoren bei. Damit wurde dem Werk, das die hohe Auflage von 30.000 Exemplaren erreichte, der Anschein einer Empfehlung für weltliche Richter gegeben, die vom Inquisitor bevollmächtigt und beauftragt wurden, das gefällte Urteil zu vollstrecken. Auf diese Weise nahm der Hexenhammer als kasuistischer Kommentar den Rang eines kirchlichen „Hexengesetzbuches“ für Strafrichter an.
Er verbrachte seine letzten Tage intensiv mit Schreiben und Predigen bis zu seinem Tod in Kroms in Mähren, im Jahre 1505.

### Vorgehen
Kramers Vorgehen bei seiner systematischen Inquisition war immer gleich. Schon durch sein Erscheinen säte er unter den Menschen Misstrauen und Angst. Bei der sogenannten Hexenpredigt warnte er vor der Bedrohung des Teufels, schüchterte die Menschen ein und drängte auf Denunziationen schon bei geringsten Beobachtungen und Auffälligkeiten, wie mutmaßlichen bösen Blicken oder ungewöhnlichen Krankheiten. Er bot sich als Anlaufstelle an und warnte eindringlich vor jeder Verheimlichung.
Beschuldigungen ließen sich so praktisch immer finden. Diese bündelte er dann willkürlich und blähte sie systematisch auf. Er berief sich dabei auf eine Verschwörungstheorie, nach welcher der Teufel die Hexensekten leite und kurz davor stehe, das Ende der Welt herbeizuführen. Mit der Macht der Hexenbulle im Rücken, unter Einsatz von Folter, der sogenannten Peinlichen Befragung, strebte er im folgenden Prozess ausschließlich den Schuldspruch an.

### Ausgaben des „Hexenhammers“
Zeitgenössische Drucke
- Malleus maleficarum, [Speyer]: [Peter Drach], [um 1492] (Digitalisat)
- Malleus maleficarum, [Speyer]: [Peter Drach d. M.], [um 1489/94] (Digitalisat)
- Malleus maleficarum, Nürnberg: Anton Koberger, 1496 (Digitalisat)

Moderne Ausgaben, Übersetzungen und Kommentare
- Christopher S. Mackay (Hrsg.): Henricus Institoris, O. P. and Jacobus Sprenger, O. P.: Malleus maleficarum. 2 Bände. Cambridge University Press, Cambridge 2006, ISBN 0-521-85977-8 (Einleitung, kritische Edition des lateinischen Textes und englische Übersetzung)
- Günter Jerouschek (Hrsg.): Nürnberger Hexenhammer 1491. Faksimile der Handschrift von 1491 aus dem Stadtarchiv Nürnberg, Nr. D 251 von Heinrich Kramer (Institoris). Olms, Hildesheim 1992, ISBN 3-487-09380-4 [dieser nie in Druckform erschienene Text ist mit dem 'Hexenhammer' nicht identisch; es handelt sich um ein Gutachten des Heinrich Institoris zu Händen des Nürnberger Rates]
- Heinrich Kramer: Der Hexenhammer. Malleus maleficarum. 3. revidierte Auflage. Dtv, München 2003, ISBN 3-423-30780-3 (kommentierte Neuübersetzung von Günter Jerouschek und Wolfgang Behringer)
- Der Hexenhammer von Jakob Sprenger und Heinrich Institoris. Übersetzer: J. W. R. Schmidt. Berlin 1906, Bd.1, Bd.2, Bd.3, siehe auch s:Der Hexenhammer (1923)

## Wichtige Werke
- Malleus Maleficarum, 1487
- Mehrere Diskurse und verschiedene Predigten zum Allerheiligsten Sakrament der Eucharistie, Nürnberg, 1496
- Der Schutzschild der Heiligen Römischen Kirche gegen die Picards und Waldenses, c. 1500